# Semiothisa livorosa
Semiothisa livorosa är en fjärilsart som beskrevs av Claude Herbulot 1965. Semiothisa livorosa ingår i släktet Semiothisa och familjen mätare. Inga underarter finns listade i Catalogue of Life.